# Gudhems landsfiskalsdistrikt
Gudhems landsfiskalsdistrikt var 1918–1964 ett landsfiskalsdistrikt i Skaraborgs län, bildat den 1 januari 1918 när Sveriges indelning i landsfiskalsdistrikt trädde i kraft enligt beslut den 7 september 1917. Den 1 januari 1965 avskaffades i Sverige samtliga landsfiskaler och landsfiskalsdistrikt, och deras arbetsuppgifter delades upp på de nyskapade indelningarna polisdistrikt, åklagardistrikt och kronofogdedistrikt.
Landsfiskalsdistriktet låg under länsstyrelsen i Skaraborgs län.

## Områden
Den 1 januari 1935 inkorporerades Falköpings västra landskommun i Falköpings stad. När Sveriges nya indelning i landsfiskalsdistrikt trädde i kraft den 1 oktober 1941 (enligt kungörelsen den 28 juni 1941) införlivades de två upplösta landsfiskalsdistrikten Skövde och Stenstorp. När Sveriges nya indelning i landsfiskalsdistrikt trädde i kraft den 1 januari 1952 (enligt kungörelsen 1 juni 1951) ändrades distriktets indelning genom kommunreformen 1952 samt att de upplösta kommunerna Friggeråker och Våmb inkorporerades i städerna Falköping och Skövde respektive .

### Från 1918
Gudhems härad:
- Bjurums landskommun
- Bjärka landskommun
- Broddetorps landskommun
- Falköpings västra landskommun
- Friggeråkers landskommun
- Gudhems landskommun
- Hornborga landskommun
- Sätuna landskommun
- Torbjörntorps landskommun
- Ugglums landskommun
- Östra Tunhems landskommun

### Från 1935
Gudhems härad:
- Bjurums landskommun
- Bjärka landskommun
- Broddetorps landskommun
- Friggeråkers landskommun
- Gudhems landskommun
- Hornborga landskommun
- Sätuna landskommun
- Torbjörntorps landskommun
- Ugglums landskommun
- Östra Tunhems landskommun

### Från 1 oktober 1941
Gudhems härad:
- Bjurums landskommun
- Bjärka landskommun
- Borgunda landskommun
- Broddetorps landskommun
- Brunnhems landskommun
- Dala landskommun
- Edåsa landskommun
- Friggeråkers landskommun
- Gudhems landskommun
- Hornborga landskommun
- Håkantorps landskommun
- Högstena landskommun
- Ljunghems landskommun
- Rådene landskommun
- Segerstads landskommun
- Sjogerstads landskommun
- Stenstorps landskommun
- Sätuna landskommun
- Södra Kyrketorps landskommun
- Torbjörntorps landskommun
- Ugglums landskommun
- Valtorps landskommun
- Östra Tunhems landskommun

Kåkinds härad:
- Forsby landskommun
- Hagelbergs landskommun
- Norra Kyrketorps landskommun
- Ryds landskommun
- Sventorps landskommun
- Varola landskommun
- Våmbs landskommun
- Värsås landskommun
- Öms landskommun

### Från 1 januari 1952
- Gudhems landskommun
- Skultorps landskommun
- Värsås landskommun
- Stenstorps landskommun